# Groupe A de la Coupe du monde de rugby à XIII 2017
Le groupe A de la Coupe du monde de rugby à XIII 2017, qui se dispute du 27 octobre 2017 au 2 décembre 2017 en Australie, en Nouvelle-Zélande et en Papouasie Nouvelle-Guinée, comprend quatre équipes dont les trois premières se qualifient pour les quarts de finale de la compétition. Les équipes d'Australie, d'Angleterre, de France et du Liban composent ce groupe A qui comprend donc trois nations classées dans les dix meilleures selon le classement mondial de la RLIF. En effet, l'Australie est 1er, l'Angleterre 3e et la France 6e du classement mondial.

## Classement
| Groupe A |            |   |   |   |   |     |     |     |
|          | Équipe     | J | V | N | D | PP  | PC  | Pts |
| 1        | Australie  | 3 | 3 | 0 | 0 | 104 | 10  | 6   |
| 2        | Angleterre | 3 | 2 | 0 | 1 | 69  | 34  | 4   |
| 3        | Liban      | 3 | 1 | 0 | 2 | 39  | 81  | 2   |
| 4        | France     | 3 | 0 | 0 | 3 | 30  | 117 | 0   |

| 27 octobre  | Australie  | 18 - 4  | Angleterre | Melbourne Rectangular Stadium, Melbourne |
| 29 octobre  | France     | 18 - 29 | Liban      | Canberra Stadium, Canberra               |
| 3 novembre  | Australie  | 52 - 6  | France     | Canberra Stadium, Canberra               |
| 4 novembre  | Angleterre | 29 - 10 | Liban      | Sydney Football Stadium, Sydney          |
| 11 novembre | Australie  | 34 - 0  | Liban      | Sydney Football Stadium, Sydney          |
| 12 novembre | Angleterre | 36 - 6  | France     | Perth Rectangular Stadium, Perth         |

## Les matchs

### Australie - Angleterre
(mt : 10 - 4)
Points marqués : 
- Australie : 3 essais de Gillett (23e), Slater (29e), Dugan (79e); 2 transformations de Smith (25e, 80e); 1 pénalité de Smith (76e)
- Angleterre : 1 essai de McGillvary (5e)

Évolution du score : 0-4, 6-4, 10-4, 12-4, 18-4
Arbitre :  Matt Cecchin
Spectateurs : 22 724
Composition des équipes :
- Australie : Billy Slater - Dane Gagai, Will Chambers, Josh Dugan, Valentine Holmes - Michael Morgan (o), Cooper Cronk (m) - Aaron Woods, Cameron Smith (c), David Klemmer, Boyd Cordner, Matt Gillett, Jake Trbojevic - Wade Graham, Jordan McLean, Josh McGuire, Tyson Frizell - Entraîneur : Mal Meninga
- Angleterre : Jonny Lomax - Jermaine McGillvary, Kallum Watkins, John Bateman, Ryan Hall - Gareth Widdop (o), Luke Gale (m) - Chris Hill, Josh Hodgson, James Graham, Sam Burgess, Elliott Whitehead, Sean O’Loughlin (c) - Chris Heighington, Thomas Burgess, James Roby, Ben Currie - Entraîneur : Wayne Bennett

### France - Liban
(mt : 6 - 12)
Points marqués :
- France : 3 essais de Ader (16e, 52e), Cardace (68e); 2 transformations de Barthau (53e, 69e); 1 pénalité de Barthau (20e)
- Liban : 5 essais de Layoun (8e), Robinson (40e, 80e), Doueihi (63e), Moses (76e); 4 transformations de Moses (9e, 40e, 64e, 77e); 1 drop de Moses (74e)

Évolution du score : 
Arbitre :  Phil Bentham
Spectateurs : 9 000
Composition des équipes :
- France : Mark Kheirallah - Fouad Yaha, Bastien Ader, Damien Cardace, Ilias Bergal - Theo Fages (o, c), William Barthau (m) - Antoni Maria, Éloi Pélissier, Julian Bousquet, Benjamin Garcia, Benjamin Jullien, Jason Baitieri - Clément Boyer, Nabil Djalout, Thibaut Margalet, Lucas Albert - Entraîneur : Aurélien Cologni
- Liban : Anthony Layoun - Travis Robinson, James Elias, Jason Wehbe, Abbas Miski - Mitchell Moses (o), Robbie Farah (c, m) - Tim Mannah, Andrew Kazzi, Mitchell Mamary, Jaleel Seve-Derbas, Ahmad Ellaz, Nick Kassis - Michael Lichaa, Alex Twal, Elias Sukkar, Adam Doueihi - Entraîneur : Brad Fittler

### Australie - France
(mt : 20 - 6)
Points marqués :
- Australie : 10 essais de Graham (12e, 15e, 31e, 66e), Munster (43e, 74e), Dugan (33e), Frizell (49e), Slater (52e), Holmes (78e); 6 transformations de Smith (16e, 32e, 44e, 51e, 53e, 67e)
- France : 1 essai de Kheirallah (24e); 1 transformation de Marginet (25e)

Évolution du score : 
Arbitre :  Robert Hicks
Homme du match :  Wade Graham
Spectateurs : 12 293
Composition des équipes :
- Australie : Billy Slater - Tom Trbojevic, Will Chambers, Josh Dugan, Josh Mansour - Michael Morgan (o), Cameron Munster (m) - Jordan McLean, Cameron Smith (c), Reagan Campbell-Gillard, Wade Graham, Tyson Frizell, Josh McGuire - Felise Kaufusi, Aaron Woods, David Klemmer, Valentine Holmes - Entraîneur : Mal Meninga
- France : Mark Kheirallah - Fouad Yaha, Bastien Ader, Olivier Arnaud, Ilias Bergal - Theo Fages (o, c), Rémy Marginet (m) - Jason Baitieri, John Boudebza, Julian Bousquet, Benjamin Garcia, Benjamin Jullien, Mickaël Rouch - Maxime Hérold, Éloi Pélissier, Thibaut Margalet, Romain Navarrete - Entraîneur : Aurélien Cologni

### Angleterre - Liban
(mt : -)
Points marqués :
- Angleterre :
- Liban :

Évolution du score : 
Arbitre : 
Spectateurs : 
Composition des équipes :
- Angleterre : - Entraîneur : Wayne Bennett
- Liban :  - Entraîneur : Brad Fittler

### Australie - Liban
(mt : -)
Points marqués :
- Australie :
- Liban :

Évolution du score : 
Arbitre : 
Spectateurs : 
Composition des équipes :
- Australie : - Entraîneur : Mal Meninga
- Liban :  - Entraîneur : Brad Fittler

### Angleterre - France
(mt : -)
Points marqués :
- Angleterre :
- France :

Évolution du score : 
Arbitre : 
Spectateurs : 
Composition des équipes :
- Angleterre : - Entraîneur : Wayne Bennett
- France :  - Entraîneur : Aurélien Cologni